# ジェフリー・L・キンボール
ジェフリー・L・キンボール（Jeffrey Lane Kimball ASC, 1943年5月23日 - ）は、アメリカ合衆国の撮影監督。

## 来歴
カンザス州ウィチタ出身。北テキサス大学卒業後、1964年にワーナー・ブラザース入社。
トニー・スコット監督の映画『トップガン』の撮影を担当して有名になる。トニー・スコットやジョン・ウー作品など、主にアクション映画の撮影で知られる。

## 主な作品
- ビリージーンの伝説 The Legend of Billie Jean (1985)
- トップガン Top Gun (1986)
- ビバリーヒルズ・コップ2 Beverly Hills Cop II (1987)
- リベンジ Revenge (1990)
- ジェイコブス・ラダー Jacob's Ladder (1990)
- カーリー・スー Curly Sue (1991)
- トゥルー・ロマンス True Romance (1993)
- スペシャリスト The Specialist (1994)
- ワイルドシングス Wild Things (1998)
- スティグマータ 聖痕 Stigmata (1999)
- ミッション:インポッシブル2 Mission: Impossible II (2000)
- ウインドトーカーズ Windtalkers (2001)
- ネメシス/S.T.X Star Trek Nemesis (2002)
- ペイチェック 消された記憶 Paycheck (2003)
- ビッグ・バウンス The Big Bounce (2004)
- Be Cool/ビー・クール Be Cool (2005)
- グローリー・ロード Glory Road (2006)
- フォー・クリスマス Four Christmases (2008)
- オールド・ドッグ Old Dogs (2009)
- エクスペンダブルズ The Expendables (2010)
- 顔のないスパイ The Double (2011)